# Ralston (Oklahoma)
Ralston é uma cidade  localizada no estado norte-americano de Oklahoma, no Condado de Pawnee.

## Demografia
Segundo o censo norte-americano de 2000, a sua população era de 355 habitantes.
Em 2006, foi estimada uma população de 358, um aumento de 3 (0.8%).

## Geografia
De acordo com o United States Census Bureau tem uma área de
1,2 km², dos quais 1,2 km² cobertos por terra e 0,0 km² cobertos por água.

## Localidades na vizinhança
O diagrama seguinte representa as localidades num raio de 24 km ao redor de Ralston.